# The Fame
《The Fame》은 미국의 가수 레이디 가가의 데뷔 정규 음반이다. 2008년 8월 19일 인터스코프 레코드를 통해 발매되었으며, 이후 콘 라이브와 체리트리 레코드를 통해서도 발매되었다. 가가는 여러 프로듀서들과 함께 작업했는데, 주로 레드원, 마틴 키어젠바움, 롭 푸사리가 중심을 이뤘다. 음악적인 부분에선 1980년대 팝 음악에서 영향을 받은 댄스 팝, 신스 팝 장르이다. 앨범의 주요 테마는 사람이 어떻게 유명 연예인처럼 느낄 수 있냐는 것으로, 사랑, 섹스, 돈, 마약, 성 정체성과 같은 주제를 다룬다. 프로모션은 주로 The Fame Ball Tour를 통해 진행했고 여러 텔레비전에 출연했다. 2009년 발매된 EP 《The Fame Monster》의 디럭스 에디션 보너스 디스크에는 《The Fame》이 포함되어 있다.
가사 내용과 가가의 음악적 기교, 그웬 스테파니와 비슷하다고 평한 가창력 등에 있어서 음악 평론가들로부터 대부분 긍정적인 평가를 받았다. 앨범은 영국, 캐나다, 독일, 아일랜드, 폴란드, 스위스 등 많은 국가 차트에서 1위에 오르며 상업적 성공을 거뒀다. 미국 빌보드 200에서는 최고 2위까지 올랐으며 댄스/일렉트로닉 앨범 차트에서는 16주 동안 정상을 지켰다.
앨범의 처음 두 싱글인 〈Just Dance〉와 〈Poker Face〉는 미국, 영국, 오스트레일리아에서 연속 1위를 한 것을 포함해 세계 여러 국가에서 정상에 오르며 국제적인 성공을 거뒀다. 다음 두 싱글 〈LoveGame〉과 〈Paparazzi〉 역시 여러 국가에서 10위권에 진입하며 상업적 성공을 거뒀다. 〈Beautiful, Dirty, Rich〉는 프로모션 싱글 형태로 발매했다. 《The Fame》은 발매 이후 많은 시상식에서 거론되었다. 제52회 그래미상에서 올해의 앨범을 포함, 6부문에 후보로 올랐다. 이 중 최우수 일렉트로닉/댄스 앨범과 〈Poker Face〉로 최우수 댄스 레코딩을 수상했다. 2010 브릿 어워드에서는 최우수 인터내셔널 앨범을 수상했다. 2013년 《롤링 스톤》은 "역사상 가장 위대한 데뷔 앨범 100" 중 하나로 선정했다.

## 배경 및 개발
가가는 아티스트로의 명성을 확고히 하던 중 뉴욕 언더그라운드 클럽을 통해 명성을 높였고, 데뷔 앨범 《The Fame》을 발매했다. 가가는 앨범의 컨셉과 제목에 대해 "《The Fame》은 누가 그 명성을 어떻게 느끼느냐에 대한 앨범이에요. 대중문화는 예술입니다. 대중문화를 싫어하는 당신의 모습은 당신을 좋게 보여주지 않아요. 그래서 저는 그것을 받아들였고 당신은 《The Fame》을 통해 대중문화를 들을 수 있어요. 그러나 그것은 나눌 수 있는 명성이에요. 이 앨범을 듣는 모든 이들을 파티로 초대하고 싶어요. 나는 사람들이 이러한 생활 방식의 일부를 느껴봤으면 해요"라고 말했다. 2008년 1월 가가는 MTV UK와의 인터뷰에서 2년 반 동안 작업해왔던 앨범을 절반 정도 완료했다고 말했다. 가가는 가사를 쓰는 것뿐만 아니라 프로듀서 레드원과 함께 신디사이저 작업과 멜로디도 만들었다. 가가의 말에 따르면 첫 수록곡 〈Just Dance〉는 삶 속에서 힘든 시간을 보내고 있는 사람들의 마음에 기쁨을 주기 위한 테마를 가진 노래라고 한다. 두 번째 수록곡 "LoveGame"은 어느 날 밤 나이트 클럽에서 만난 낯선 사람에게 "너의 디스코 스틱에 타고 싶다(I wanna ride on your disco stick)"고 말하며 성적 호기심을 으스러뜨린 사건에서 영감을 얻은 곡이다. 이 노래는 디스코 스틱 후크를 기반으로 만들어졌으며, 작곡하는데 최대 4분 정도가 걸렸다고 한다. 〈Paparazzi〉는 원래의 의미와 다른 뜻으로 만든 노래이다. 가가는 About.com과의 인터뷰에서 사랑과 명예에 굶주려 투쟁하던 것에서 영감을 얻은 노래라고 설명했다. 〈Paparazzi〉는 근본적으로 사랑을 다룬 노래지만, 사랑과 명예 둘 중 하나를 가질 수 없는지 있는지 묻는 미디어의 유혹을 다뤘다.
〈Poker Face〉는 도박을 즐겼던 가가의 남자친구에게서 영감을 얻었다. 또한 개인적으로 경험했던 양성애와 남성과 섹스하는 여성에 대한 가가의 환상, 이것을 대표하는 가가의 "포커 페이스"도 다뤘다. 〈Boys, Boys, Boys〉는 제목이 비슷한 머틀리 크루의 〈Girls, Girls, Girls〉에서 영감을 얻은 노래이다. 가가는 로커가 너무 좋아서 이 노래의 여자 버전을 원했다고 설명했다. 〈Beautiful, Dirty, Rich〉는 로어 이스트 사이드에서 살면서 파티와 마약을 조금씩 하던 시기의 자아 발견 시간을 요약한 노래다. 〈Eh, Eh (Nothing Else I Can Say)〉는 남자 친구와 중요했던 누군가와의 관계가 끝난 것에 대한 노래이다. 〈Brown Eyes〉는 영국 록 밴드 퀸에게서 영감을 받은 곡으로, 가가에 따르면 이번 앨범 수록곡 중에서 가장 연약한 곡이라고 한다.
가가는 앨범의 영감, 비전과 함께 《The Fame》 이후 미래에 대한 생각이 명확하다고 말했다. 또 현대 팝 음악에서 없어진 음악과 음악가의 시각적 형상화의 조화가 가장 중요하게 생각한다고 밝히며 앨범에 노래와 함께 라이브 공연 연출도 생각하면서 포함했다. 가가는 이런 이유로 사람들이 행위 예술을 알아 봐줬으면 하고 바랐다. 또 음악의 앞에는 자신의 생활 방식이 담겨있다고 했다.
| “ | 이 음반은 매우 특이한 것이라 생각해요. 당신은 70년대의 글램 록보다도, 싱어송라이터의 락 음악보다도 더 강력한 클럽 음악을 얻게 됐어요. 《The Fame》은 당신이 누군지에 대한 앨범이 아니라 모두가 당신이 누군지를 얼마나 알고 싶어 하는지에 관한 앨범이에요. 차 타고 나가기 전에 이 앨범을 들으세요. 난 당신이 예술가의 창조성을 어떻게 녹이는지 알아낼 것이라 생각해요. 내가 이해하기까진 정말 오랜 시간이 걸렸고 깨달은 바가 매우 많았어요. 이 이상 자랑스러울 수가 없어요. 이건 음반에 지나는 것이 아닙니다. 팝 아트 운동입니다. 한 곡에 지나는 음악이 아닙니다. | ” |

## 구성

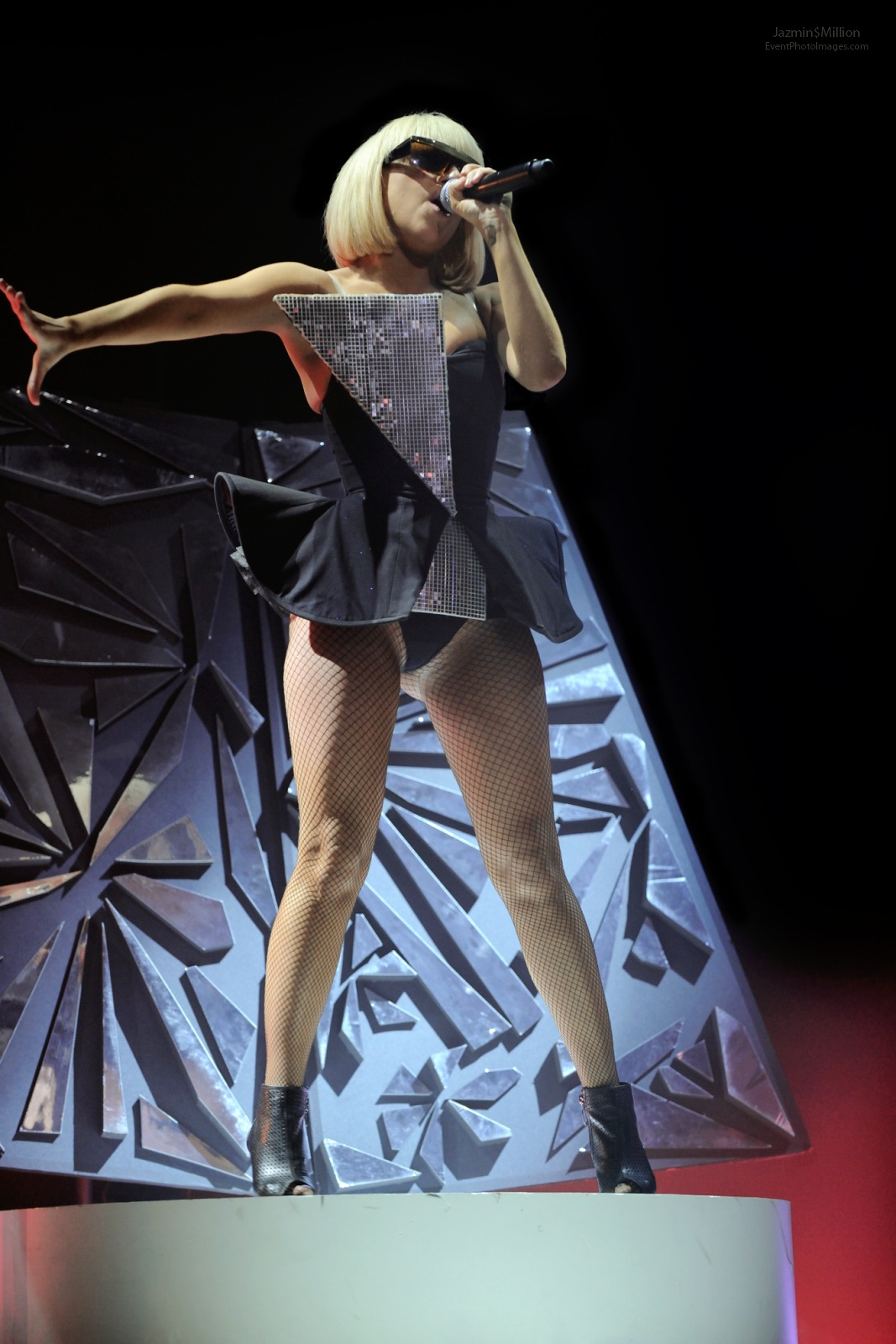
The Fame Ball Tour에서 〈Paparazzi〉 공연 중의 가가.

음악적인 부분에서 앨범은 데이비드 보위, 퀸과 같은 1970년대 글램 록 음악가들로부터 영향을 받았다. 가가는 기억하기 쉬운 팝 멜로디와 후크에 글램 록 사운드를 합친 "theatrical pop"을 창작해냈다. 〈Poker Face〉, 〈Just Dance〉, 〈LoveGame〉과 같은 노래는 업 템포 댄스 노래로, 〈Poker Face〉는 어두운 사운드와 함께 코러스, 팝 적인 후크, 알아듣기 쉬운 보컬이 특징이다. 〈Just Dance〉는 신디사이저를 베이스로 한 곡이며, 〈LoveGame〉은 훨씬 더 댄스 비트가 강한 노래이다. 〈Money Honey〉는 그루브와 디스코의 중간격이다. 이 노래들은 모두 뭔가 찌르는듯 하면서 진행되는 신디사이저 비트와 일렉트로닉과 가벼운 알앤비적인 비트가 결합되어있다. 〈Paparazzi〉는 관능적인 비트를 가진 노래다. 반면 〈Summerboy〉는 밴드 블론디의 음악에서 영향을 받았다. 〈Eh, Eh (Nothing Else I Can Say)〉는 《The Fame》에서 댄스 비트적인 나머지 노래들에 비해 발라드곡으로 알려져있다. 〈Eh, Eh〉는 리한나의 싱글 〈Umbrella〉(2007)의 후크를 포함하고 있으며, 1980년대 신스팝적인 느낌도 든다.
가사적인 부분에서 《The Fame》의 수록곡들은 유명함과 명성을 얻기 시작한 것에 대해 말한다. 〈Poker Face〉는 성적인 비유와 놀림에 대한 것이다. 가가는 《데일리 메일》과의 인터뷰에서 사랑과 섹스의 혼란 속에서 약간 어두운 면을 다룬 가사라고 설명했다. BBC는 노래의 후크 "Mum-mum-mum-mah" 부분이 보니 M의 1977년 히트곡 〈Ma Baker〉를 카피했다고 주장했다. 〈Just Dance〉는 "What's going on on the floor? / I love this record, baby but I can't see straight anymore"와 같은 가사와 함께 파티, 마약에 완전히 심취해버린 것에 대한 내용이다. 〈LoveGame〉은 사랑과 명성, 그리고 이 앨범에서의 테마와 유사한 성행위에 대한 메시지를 나타냈다. 〈Paparazzi〉는 자신이 광적으로 좋아하는 그 누군가를 또는 자신의 광 팬이 스토킹하는 스토커의 모습을 나타냈다. 또한 노래의 가사는 명성의 획득과 더불어 카메라의 시선집중을 받는 것에 대한 열망을 나타냈다. 가가는 다음과 같이 설명했다.

"《The Fame》에 대한 아이디어는 퍼져나가고 또 계속해서 퍼져나간다. 기본적으로, 만약 당신이 어떠한 돈도, 명성도 없다면 언제든지 아름답고 더러운 부자라고 느낄 수 있다. 이건 선택을 내리는 것에 관한 것이며 또한 당신의 생활으로부터 끄집어냈던 것들과 관련이 있다고 믿는다. 이것은 자아의 발견과 창조적인 인간이 되는 것에 관한 것이다. 이 기록은 약간의 초점이 있지만, 또한 절충적이기도 하다. 이 음악은 음악을 듣고 영감을 얻은 사람들에게 확실한 길을 느끼게 함으로써 세계로부터 내면의 명성을 보호할 줄 알게 된다. 그리고 앨범의 근심걱정 없어보이는 본질은 앞 분위기의 반영과 같다. 나는 세계에 남아있는 흥미로운 아이디어들을 팝 시각을 통해 모으고 싶다.

## 평가
| 전문가 평가         | 전문가 평가 |
| 총 점수             | 총 점수     |
| 출처                | 점수        |
| ------------------- | ----------- |
| 메타크리틱          | 71/100      |
| 평가 점수           |             |
| 출처                | 점수        |
| 올뮤직              | [ 2 ]       |
| 디 A.V. 클럽        | B–          |
| 엔터테인먼트 위클리 | B–          |
| 더 가디언           | [ 17 ]      |
| musicOMH            | [ 28 ]      |
| 더 피닉스           | [ 29 ]      |
| PopMatters          | 7/10        |
| 슬랜트 매거진       | [ 30 ]      |
| Sputnikmusic        | 3.5/5       |
| URB                 | [ 32 ]      |
| 이즘                | [ 33 ]      |

《The Fame》은 음악 평론가들로부터 대체로 긍정적인 평가를 받았다. 주요 비평가들의 리뷰를 모아 100점 만점으로 점수를 표준화하여 보여주는 메타크리틱에서 《The Fame》은 총 13개 리뷰에서 평균적으로 71점의 점수를 받았다. Matthew Chisling from Allmusic called the album "a well-crafted sampling of feisty anti-pop in high quality", and wrote that it "fails to come up short on funky sounds to amuse fans of this dance genre." Nicole Powers of URB complimented its "irony-laden lyrics, delivered in a style that owes a little something to Gwen Stefani," as well as the album's "deluxe ditties". Mikael Wood of Entertainment Weekly called it "remarkably (and exhaustingly) pure in its vision of a world in which nothing trumps being beautiful, dirty, and rich. In this economy, though, her high-times escapism has its charms". 알렉시스 페트리디스 of The Guardian found it "packing an immensely addictive melody or an inescapable hook, virtually everything sounds like another hit single", and predicted that it "certainly sounds like it could be big." Daniel Brockman from The Phoenix wrote that "Gaga ups the ante in terms of catchy songwriting and sheer high-in-the-club-banging-to-the-beat abandon." Ben Hogwood of musicOMH praised Gaga's "blend of sassy attitude, metallic beats and sharp, incisive songwriting", elements which he felt are integral to "creating pop music".
Although he panned "Eh Eh (Nothing Else I Can Say)", "Paper Gangsta", and "Brown Eyes", Evan Sawdey of PopMatters called The Fame "a solid dance album" and wrote that "much of the album’s success can be attributed to rising club producer RedOne." Joey Guerra from the Houston Chronicle felt that although the songs present in the album are not innovative, Gaga deserved credit for bringing real dance music to the mass. Genevieve Koski of The A.V. Club felt that the "whole point" of the album is "glitter-laced, dance-inciting energy that bodes well for extended club play". Slant Magazine's Sal Cinquemani viewed that Gaga's lyrics veer between "cheap" and "nonsensical drivel", while her singing is "uneven at best". He added that the highlights such as "Poker Face", "Starstruck", "Paper Gangsta", and "Summerboy" rely "almost solely on their snappy production and sing-along hooks." Freedom du Lac from 워싱턴 포스트 criticized the album for lacking originality. MSN Music's Robert Christgau gave the album an "honorable mention" and quippedly referred to it as "shallowness at its most principled." The Fame garnered five Grammy nominations at the 52nd Grammy Awards on December 2, 2009. The album itself was nominated for Album of the Year and won Best Electronic/Dance Album.

## 차트 성과

2008년 11월 29일 뉴키즈 온 더 블록의 투어에서 오프닝 게스트로 공연하고 있는 가가.

미국에서 《The Fame》은 24,000장의 판매량으로 빌보드 200 2008년 11월 15일자에 7위로 데뷔했다. 이후 하락세를 거듭하다가 2009년 3월 7일자 차트에 10위권에 재진입했다. 그 다음 최고 순위인 4위에 올랐다. 또한 빌보드 댄스/일렉트로닉 앨범 차트에서 1위에 올랐는데, 이후 비연속 106주 동안 정상을 지켰다. 2010년 3월 300만 장 이상의 출하량을 기록해 미국 음반 산업 협회(RIAA)로부터 트리플 플래티넘 인증을 받았다. 《The Fame Monster》 발매와 함께 《The Fame》은 151,000장이 팔려 빌보드 200에서 34위 상승해 6위에 올랐다. 2010년 1월 9일자 차트에서는 169,000장을 팔아 가장 높은 주간 판매량을 기록했다. 2010년 1월 16일자 차트에서는 2위로 상승해 빌보드 200에 진입한지 62주차에 최고 순위를 경신했다. 2009년 《The Fame》은 다섯 번째로 많이 팔린 앨범이 되었다. 2014년 3월까지 《The Fame》은 미국에서 4,572,000장이 팔렸는데, 이 중 1,086,000장이 디지털로 판매 돼 일곱 번째로 많이 팔린 디지털 앨범이다. 현재까지 The Fame은 1300만장, The Fame Monster는 200만장 이상의 판매고를 올리고 있다.
캐나다에서는 1위에 올랐고 560,000장의 출하량으로 캐나다 음반 산업 협회(CRIA)로부터 일곱 번의 플래티넘 인증을 받았으며. 2011년 3월까지 476,000장이 팔렸다. 캐나다에서는 6위로 데뷔했으며, 최고 2위를 기록했다. 뿐만 아니라 더블 플래티넘 인증을 받았다. 오스트레일리아에서는 12위로 데뷔해 최고 3위까지 올랐다. 또한 21만 장의 출하량으로 오스트레일리아 음반 산업 협회(ARIA)로부터 트리플 플래티넘 인증을 받았다.
《The Fame》은 영국에서 3위로 데뷔했다. 10위권에서 10주를 보내다가 로난 키팅의 《Songs for My Mother》를 이기고 1위를 했다. 그 이후 비연속 4주 동안 1위를 지켰다. 2013년 11월까지 2,881,664장이 팔렸으며, 영국 축음기 협회(BPI)로부터 9번의 플래티넘 인증을 받았다. 《The Fame》은 영국에서 디지털로 30만 장 이상의 판매량을 기록해 플래티넘 인증을 받은 첫 앨범이다.
프랑스에서 《The Fame》은 73위로 데뷔해 5주 뒤 최고 순위 2위에 올랐다. 2012년 2월까지 630,000장이 팔렸고 프랑스 음반 협회로부터 다이아몬드 인증을 받았다. 아일랜드 차트에서는 8위로 시작해 진입 5주차에 2주 연속 1위를 했다. 유럽 본토 유러피안 탑 100 앨범, 오스트리아 앨범 차트, 독일 앨범 차트에서도 1위에 올랐다. 독일에서는 역사상 네 번째로 많이 팔린 디지털 다운로드 앨범이 되었다. 이 외에 멕시코, 벨기에, 체코, 덴마크, 핀란드, 그리스, 헝가리, 이탈리아, 네덜란드, 노르웨이, 폴란드, 러시아, 스위스에서 20위권에 진입했고 세계적으로 1,500만 장 이상이 팔렸다.

## 싱글
"Just Dance"는 이 앨범의 리드 싱글로 2008년 6월 17일 전 세계에 디지털 유통으로 처음 공개되었다. 이 노래는 미국에서 1위는 물론 호주, 캐나다, 아일랜드, 네덜란드 및 영국의 차트에서 상위 10위권에 진입하며 대중적인 성공을 이뤄냈다. 노래는 그래미 상에서 최우수 댄스 레코딩상 후보로 올랐지만 다프트 펑크의 "Harder, Better, Faster, Stronger"에 수상의 영광을 내주었다. 이후 두 번째 싱글 "Poker Face"가 발매되었다. 비평가들은 "Poker Face"의 로보틱한 후크와 코러스에대한 찬을 하였다. 이 노래는 발표 된지 몇 달후 빌보드 핫 100에서 1위를 하였고, 이는 곧 가가의 두 번째 1위곡이 되었다. 또한 많은 세계적 차트에서 정상을 차지하며 "Just Dance"보다 더 큰 성공을 이뤄냈다. 2009년 12월 2일 "Poker Face"는 그래미 상에서 무려 세개의 부문에 후보로 올랐다.
"Eh, Eh (Nothing Else I Can Say)"는 세 번째 싱글로 호주에서 3위, 그 외 유럽의 많은 국가에서 4위안에 들어갔다. 이 노래는 많은 평을 받았는데, 호불호가 분명하였었다. "LoveGame"은 네 번째 싱글로 미국, 캐나다 및 일부 유럽 국가에서 발매되었다. 또한 호주 및 뉴질랜드 그리고 영국에서 네 번째 싱글로 발매되었었다. "LoveGame"은 미국, 호주, 캐나다 등 약 20개의 국가에서 10위권안에 진입했었다. "Paparazzi"는 2009년 7월 6일 다섯 번째 싱글이자 이 앨범의 마지막 싱글로 발표 되었다. 이 곡은 호주, 캐나다, 아일랜드와 영국에서 톱 5위권에 진입했었다. 미국의 빌보드 핫 100에서는 6위에 올랐었다.

## 수록곡
오리지널 스탠다드 에디션은 2008년에 캐나다, 멕시코, 오스트레일리아, 뉴질랜드와 몇몇 유럽 국가에서 발매되었다.
| #             | 제목                                      | 재생 시간 |
| ------------- | ----------------------------------------- | --------- |
| 1.            | 〈Just Dance〉 (featuring. Colby O'Donis) | 4:04      |
| 2.            | 〈LoveGame〉                              | 3:33      |
| 3.            | 〈Paparazzi〉                             | 3:28      |
| 4.            | 〈Beautiful, Dirty, Rich〉                | 2:54      |
| 5.            | 〈Eh, Eh (Nothing Else I Can Say)〉       | 2:56      |
| 6.            | 〈Poker Face〉                            | 3:59      |
| 7.            | 〈The Fame〉                              | 3:44      |
| 8.            | 〈Money Honey〉                           | 3:08      |
| 9.            | 〈Again Again〉                           | 3:06      |
| 10.           | 〈Boys Boys Boys〉                        | 3:22      |
| 11.           | 〈Brown Eyes〉                            | 4:05      |
| 12.           | 〈Summerboy〉                             | 4:16      |
| 총 재생 시간: | 총 재생 시간:                             | 60:15     |

| #   | 제목                                                      | 재생 시간 |
| --- | --------------------------------------------------------- | --------- |
| 1.  | 〈Just Dance〉 (featuring. Colby O'Donis)                 | 4:01      |
| 2.  | 〈LoveGame〉                                              | 3:36      |
| 3.  | 〈Paparazzi〉                                             | 3:28      |
| 4.  | 〈"Poker Face"〉                                          | 3:57      |
| 5.  | 〈"Eh, Eh (Nothing Else I Can Say)"〉                     | 2:55      |
| 6.  | 〈"Beautiful, Dirty, Rich"〉                              | 2:52      |
| 7.  | 〈The Fame〉                                              | 3:42      |
| 8.  | 〈Money Honey〉                                           | 2:50      |
| 9.  | 〈"Starstruck"〉 (featuring Space Cowboy and 플로 라이더) | 3:37      |
| 10. | 〈"Boys Boys Boys"〉                                      | 3:22      |
| 11. | 〈"Paper Gangsta"〉                                       | 4:23      |
| 12. | 〈"Brown Eyes"〉                                          | 4:03      |
| 13. | 〈"I Like It Rough"〉                                     | 3:22      |
| 14. | 〈"Summerboy"〉                                           | 3:13      |
| 15. | 〈"Disco Heaven"〉 (아이튠즈& 인터내셔널 보너스 트랙)     | 3:41      |
| 16. | 〈"Retro Dance Freak"〉 (오스트레일리아 보너스 트랙)      | 3:23      |

## 차트
| 차트 (2008–11)              | 최고 순위 |
| --------------------------- | --------- |
| 오스트레일리아 앨범 차트    | 3         |
| 오스트리아 앨범 차트        | 1         |
| 벨기에 앨범 차트 (플랑드르) | 4         |
| 벨기에 앨범 차트 (왈로니아) | 8         |
| 브라질 앨범 차트            | 15        |
| 캐나디안 앨범 차트          | 1         |
| 체코 앨범 차트              | 2         |
| 덴마크 앨범 차트            | 2         |
| 네덜란드 앨범 차트          | 12        |
| 유러피안 탑 100 앨범        | 1         |
| 핀란드 앨범 차트            | 3         |
| 프랑스 앨범 차트            | 2         |
| 독일 앨범 차트              | 1         |
| 대한민국 앨범 차트 (국외)   | 22        |
| 그리스 국외 앨범 차트       | 2         |
| 헝가리 앨범 차트            | 2         |
| 아일랜드 앨범 차트          | 1         |
| 이탈리아 앨범 차트          | 13        |
| 일본 앨범 차트              | 6         |
| 멕시코 앨범 차트            | 2         |
| 뉴질랜드 앨범 차트          | 2         |
| 노르웨이 앨범 차트          | 4         |
| 폴란드 앨범 차트            | 1         |
| 포르투갈 앨범 차트          | 3         |
| 러시아 앨범 차트            | 5         |
| 스페인 앨범 차트            | 3         |
| 스웨덴 앨범 차트            | 15        |
| 스위스 앨범 차트            | 1         |
| 영국 음반 차트              | 1         |
| 미국 빌보드 200             | 2         |
| 미국 댄스/일렉트로닉 앨범   | 1         |

| 차트(2009)                | 순위     |
| ------------------------- | -------- |
| 오스트레일리안 앨범 차트  | 9        |
| 캐나디언 앨범 차트        | 3        |
| 덴마크 앨범 차트          | 10       |
| 유러피안 탑 100 앨범      | 1        |
| 프랑스 앨범 차트          | 22       |
| 독일 앨범 차트            | 4        |
| 아일랜드 탑 100 앨범 2009 | 3        |
| 멕시코 탑 100 앨범        | 10       |
| 뉴질랜드 앨범 차트        | 3        |
| 영국 음반 차트            | 2        |
| 미국 빌보드 200           | 8        |
| 차트 (2010)               | 최고순위 |
| 오스트리아 앨범 차트      | 1        |
| 캐나다 앨범 차트          | 3        |
| 유러피안 탑 100 앨범      | 1        |
| 독일 앨범 차트            | 3        |
| 헝가리 앨범 차트          | 3        |
| 일본 오리콘 앨범 차트     | 14       |
| 멕시코 앨범 차트          | 5        |
| 스페인 앨범 차트          | 16       |
| 스위스 앨범 차트          | 1        |
| 미국 빌보드 200           | 4        |
| 미국 댄스/일렉트로닉 앨범 | 1        |
| 차트 (2011)               | 최고순위 |
| 오스트리아 앨범 차트      | 68       |
| 헝가리 앨범 차트          | 34       |
| 일본 오리콘 앨범 차트     | 86       |
| 멕시코 앨범 차트          | 91       |
| 스위스 음반 차트          | 66       |
| 영국 음반 차트            | 30       |
| 미국 빌보드 200           | 56       |
| 미국 댄스/일렉트로닉 앨범 | 3        |

| 차트 (2000년대)           | 순위 |
| ------------------------- | ---- |
| 오스트레일리아 앨범 차트  | 89   |
| 오스트리아 앨범 차트      | 2    |
| 미국 일렉트로닉/댄스 앨범 | 3    |

## 인증 및 판매량
| 국가                                                                                         | 인증         | 판매량/출하량 |
| -------------------------------------------------------------------------------------------- | ------------ | ------------- |
| 오스트레일리아 (ARIA)                                                                        | 6× 플래티넘  | 420,000       |
| 오스트리아 (IFPI 오스트리아)                                                                 | 7× 플래티넘  | 140,000*      |
| 벨기에 (BEA)                                                                                 | 2× 플래티넘  | 60,000*       |
| 브라질 (Pro-Música Brasil)                                                                   | 2× 플래티넘  | 120,000*      |
| 캐나다 (뮤직 캐나다)                                                                         | 7× 플래티넘  | 560,000^      |
| Chile (IFPI Chile)                                                                           | 2× 플래티넘  |               |
| 덴마크 (IFPI Danmark)                                                                        | 2× 플래티넘  | 60,000^       |
| 핀란드 (Musiikkituottajat)                                                                   | 플래티넘     | 25,358        |
| 프랑스 (SNEP)                                                                                | 다이아몬드   | 700,000       |
| 독일 (BVMI)                                                                                  | 9× 골드      | 900,000^      |
| 그리스 (IFPI 그리스)                                                                         | 플래티넘     | 15,000^       |
| 헝가리 (MAHASZ)                                                                              | 2× 플래티넘  | 12,000^       |
| 아일랜드 (IRMA)                                                                              | 9× 플래티넘  | 135,000^      |
| 이탈리아 (FIMI)                                                                              | 4× 플래티넘  | 240,000*      |
| 일본 (RIAJ)                                                                                  | 밀리언       | 1,000,000^    |
| 레바논 (IFPI 중동)                                                                           | 골드         | 1,000         |
| 멕시코 (AMPROFON)                                                                            | 2× 플래티넘  | 160,000^      |
| 네덜란드 (NVPI)                                                                              | 골드         | 30,000^       |
| 뉴질랜드 (RMNZ)                                                                              | 5× 플래티넘  | 75,000^       |
| 노르웨이 (IFPI 노르웨이)                                                                     | 8× 플래티넘  | 240,000*      |
| 필리핀 (PARI) Including The Fame Monster                                                     | 9× 플래티넘  | 135,000*      |
| 폴란드 (ZPAV)                                                                                | 3× 플래티넘  | 60,000*       |
| 포르투갈 (AFP)                                                                               | 플래티넘     | 20,000^       |
| 싱가포르 (RIAS)                                                                              | 플래티넘     | 10,000*       |
| 스페인 (PROMUSICAE)                                                                          | 플래티넘     | 80,000^       |
| 스웨덴 (GLF)                                                                                 | 플래티넘     | 40,000        |
| 스위스 (IFPI 스위스)                                                                         | 4× 플래티넘  | 120,000^      |
| 영국 (BPI)                                                                                   | 10× 플래티넘 | 3,074,496     |
| 미국 (RIAA)                                                                                  | 6× 플래티넘  | 6,000,000     |
| 요약                                                                                         |              |               |
| 중앙아메리카                                                                                 | 골드         | 5,000         |
| 유럽 (IFPI)                                                                                  | 4× 플래티넘  | 4,000,000*    |
| GCC (IFPI 중동)                                                                              | 플래티넘     | 6,000*        |
| 전 세계                                                                                      | —            | 18,000,000    |
| *판매량을 기반으로 한 인증 · ^출하량을 기반으로 한 인증 · 판매량+스트리밍을 기반으로 한 인증 |              |               |

## 발매일
| 지역           | 발매일           | 포맷                                      | 레이블                                      |
| -------------- | ---------------- | ----------------------------------------- | ------------------------------------------- |
| 캐나다         | 2008년 8월 19일  | CD, LP, 디지털 다운로드                   | 유니버설 뮤직                               |
| 대한민국       | 2008년 8월 19일  | CD, 디지털 다운로드                       | 유니버설 뮤직                               |
| 오스트레일리아 | 2008년 9월 5일   | CD, 디지털 다운로드 (스탠다드 에디테이션) | 유니버설 뮤직                               |
| 오스트레일리아 | 2008년 10월 28일 | CD, 디지털 다운로드 (인터내셔널 버전)     | 유니버설 뮤직                               |
| 미국           | 2008년 10월 28일 | CD, LP, 디지털 다운로드                   | 스트림라인, 콘 라이브, 인터스코프, 체리트리 |
| 이탈리아       | 2008년 10월 31일 | CD, 디지털 다운로드 (스탠다드 에디테이션) | 유니버설 뮤직                               |
| 이탈리아       | 2009년 1월 30일  | CD, 디지털 다운로드 (인터내셔널 버전)     | 유니버설 뮤직                               |
| 독일           | 2008년 12월 2일  | CD, 디지털 다운로드                       | 유니버설 뮤직                               |
| 영국           | 2009년 1월 12일  | CD, 디지털 다운로드                       | 폴리도르                                    |
| 아르헨티나     | 2009년 12월 16일 | CD                                        | 유니버설 뮤직                               |
| 스페인         | 2009년 2월 24일  | CD, 디지털 다운로드                       | 유니버설 뮤직                               |
| 브라질         | 2009년 3월 31일  | CD                                        | 유니버설 뮤직                               |
| 중국           | 2009년 5월 4일   | CD                                        | 유니버설 뮤직                               |
| 일본           | 2009년 5월 20일  | CD                                        | 유니버설 뮤직                               |
| 일본           | 2009년 7월 22일  | CD, DVD                                   | 유니버설 뮤직                               |

## 같이 보기
- 영국에서 가장 많이 팔린 음반 목록